# Distrito de Kuznetski (Oblast de Penza)

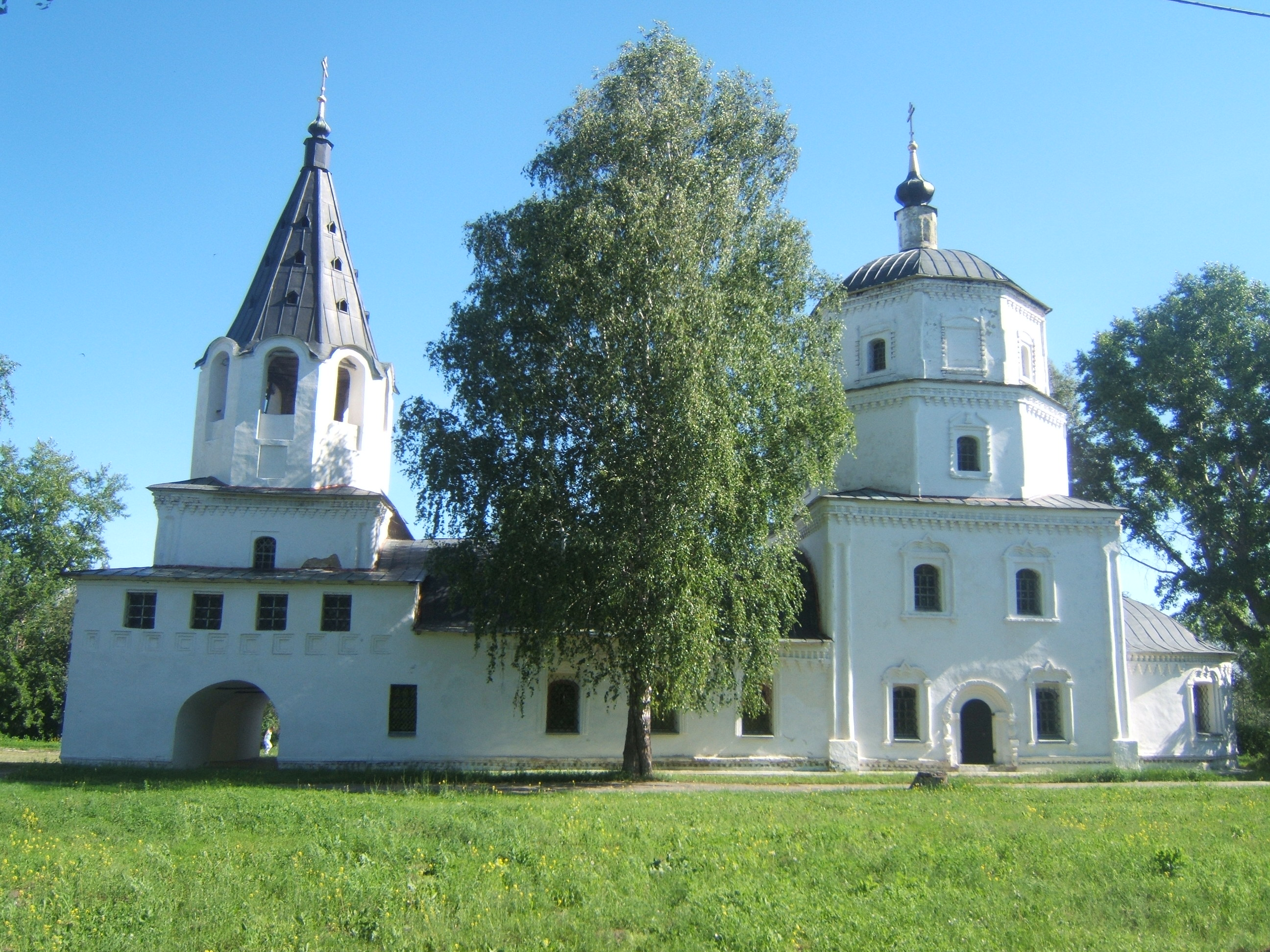
Muzei Radisheva. Hram

Distrito de Kuznetski (em russo:  Кузне́цкий райо́н, transl. Kuznétski raión) é um distrito (raion) administrativo e municipal. Um dos vinte e sete , no Oblast de Penza, Rússia. Ele está localizado no leste do oblast. A área do distrito é 2 071 quilômetro quadrados (800 sq mi).Seu centro administrativo é a cidade de Kuznetsk (o que não é administrativamente uma parte do distrito). População: 38,056 (Censo De 2010);   41,712 (Censo 2002); 41,597 (Censo 1989).

## Status administrativo e municipal
No âmbito das divisões administrativas, o distrito de Kuznetski é um dos vinte e sete do oblast. A cidade de Kuznetsk serve como seu centro administrativo, apesar de ser incorporada separadamente como uma cidade de significado oblast - uma unidade administrativa com o status igual ao dos distritos..
Como uma divisão municipal, o distrito é incorporado como o distrito municipal de Kuznetski. A cidade do significado de Kuznetsk é incorporada separadamente do distrito como Kuznetsk Urban Okrug.